# UX Голубя
UX Голубя (лат. UX Columbae) — тройная звезда в созвездии Голубя на расстоянии приблизительно 206 световых лет (около 63,1 парсек) от Солнца. Возраст звезды определён как около 149 млн лет.
Открыта проектом EXOSAT в 1991 году*.

## Характеристики
Первый компонент — оранжевый карлик, эруптивная переменная звезда типа RS Гончих Псов (RS:) спектрального класса K3Ve, или K3, или K4V. Видимая звёздная величина звезды — от +10,61m до +10,53m. Масса — около 0,88 солнечной, радиус — около 0,66 солнечного. Эффективная температура — около 5143 K.
Второй компонент — оранжевый карлик спектрального класса K7V.
Третий компонент (WDS J05290-3328B) — оранжевая звезда спектрального класса K. Видимая звёздная величина звезды — +11,5m. Эффективная температура — около 5076 K. Удалён на 1 угловую секунду.